# Bisdom Valle de Chalco
Het bisdom Valle de Chalco (Latijn: Dioecesis Vallis Chalcensis) is een rooms-katholiek bisdom met als zetel Chalco, in Mexico. Het bisdom is suffragaan aan het aartsbisdom Tlalnepantla. 

## Geschiedenis
Het bisdom werd opgericht op 8 juli 2003, uit delen van het bisdom Netzahualcóyotl.

## Parochies
Het bisdom had in 2020 een oppervlakte van 1.237 km2 en telde 2.870.460 inwoners waarvan 88,1% rooms-katholiek was.

## Bisschoppen
- Luis Artemio Flores Calzada (8 juli 2003 - 30 maart 2012)
- Víctor René Rodríguez Gómez (25 oktober 2012 - heden)

Tlalnepantla (aartsbisdom) · Cuautitlán · Ecatepec · Izcalli · Netzahualcóyotl · Teotihuacán · Texcoco · Valle de Chalco